# Durián
A durián (Durio zibethinus) a mályvavirágúak (Malvales) rendjébe és a mályvafélék (Malvaceae) családjába tartozó faj.
A Durio nemzetség típusfaja.

## Előfordulása
A durián eredeti előfordulási területe Indonézia szigetvilága volt, azonban manapság sok más szigetre, valamint Ázsia déli és délkeleti részeire és Ausztrália északi és északkeleti részeire is betelepítették.
Nemzetségének a legismertebb és legtöbbet termesztett faja. Sok helyen fontos gyümölcsnek számít. Arról lett nevezetes, hogy a gyümölcse egyesek számára visszataszító bűzű, míg másoknak kellemes illatú. A nemzetségéből csak a durián található meg a nemzetközi piacokon; több termesztett változatát is kialakították. Főleg a termesztett gyümölcsök a keresettebbek és több pénzt is érnek.

## Megjelenése
A faanyaga vörösesbarna. A durián a szabad természetben, azaz a sűrű alföldi erdőkben, akár 45 méter magasra is megnőhet; a termesztett változatok nagyjából csak 10-15 méteresre nőnek meg. A kérge sötétvörösen barna, és alaktalan sávokban hámlik. A levele elliptikus vagy lándzsás, 10-15 centiméter hosszú és 3-4 centiméter széles; tapintásra papírszerű; a felső része sima, míg az alsón számos pikkelyke érezhető. A nagy levélnek 15 levélér párja van. A levélnyelek 1-1,5 centiméteresek és derékszögben ülnek. A virágai virágzatokba tömörülnek; ezeknek a nyele 5-7 centiméteres. Fehér vagy krémszínű szirmai 5 centiméter hosszúak és 2 centiméter szélesek. A termésének az átmérője különböző méretű lehet, a 15 centimétertől a 25 centiméterig változhat. A gyümölcs színe a zöldtől a sárgásbarnáig változik; számos különböző méretű és alakú tüske borítja. A magva gesztenyebarna; a termés vastag, de puha, fehér vagy sárga színű hús takarja be.

## Életmódja
A virágzás délután kezdődik és estére teljesedik ki. A megporzást a denevérek végzik. Reggelre a virágok szirmai elhullnak, csak a termőtájak maradnak meg.

## Képek

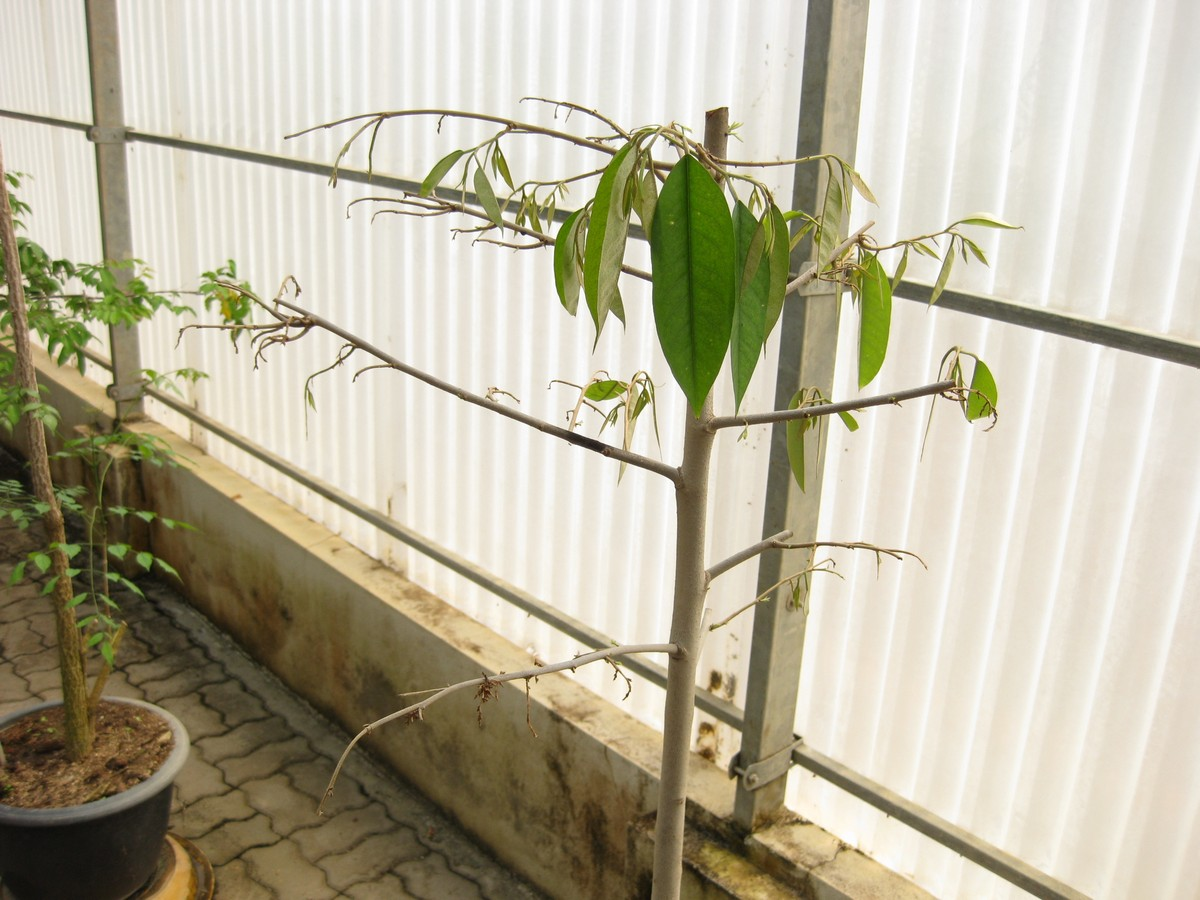
Csemete
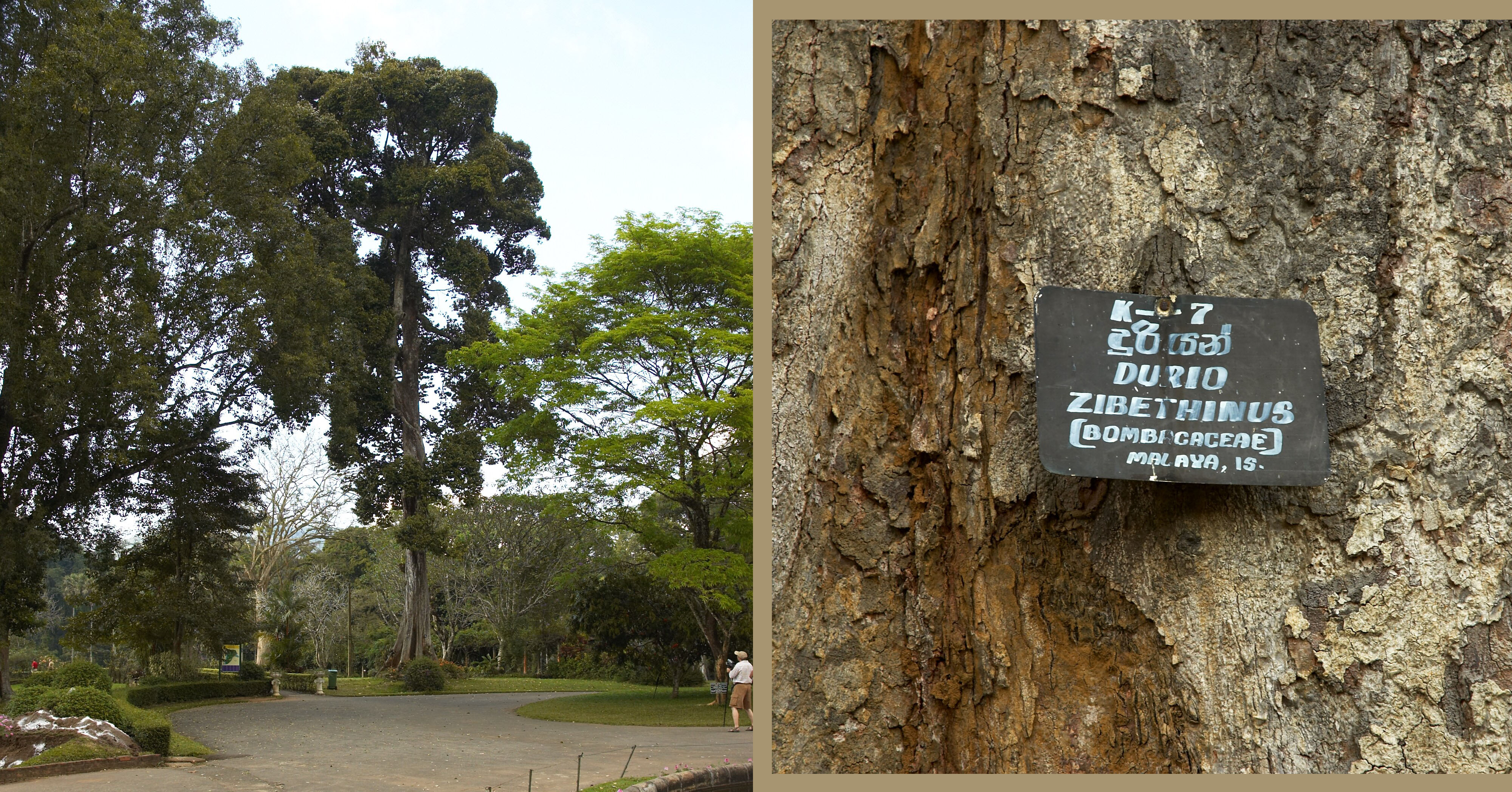
Idős példány törzse
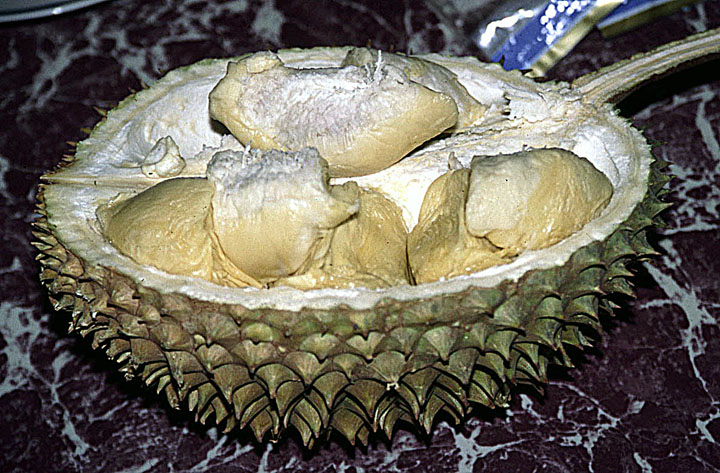
Kettévágott termés
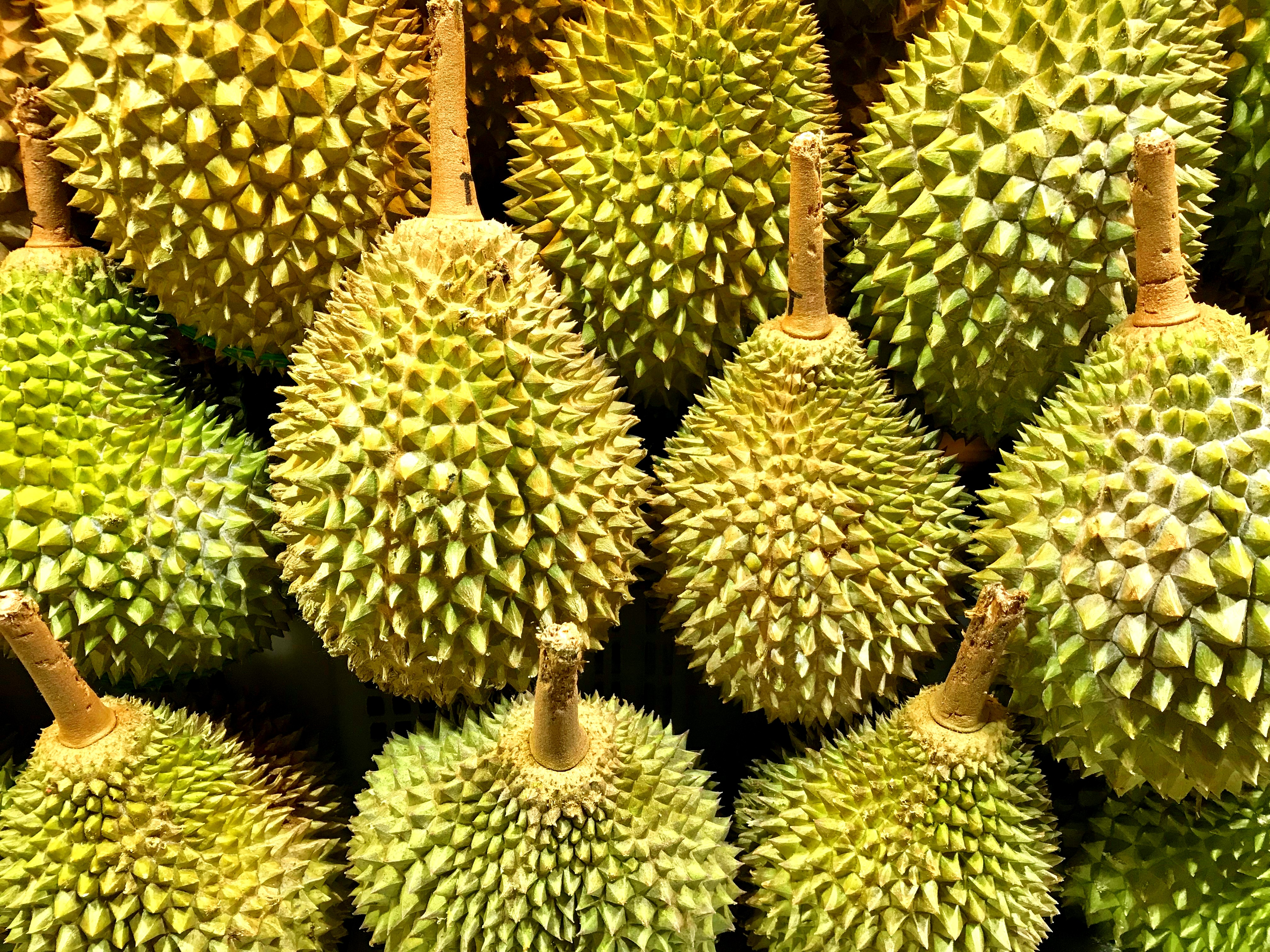
Duriánok egy szingapúri piacon
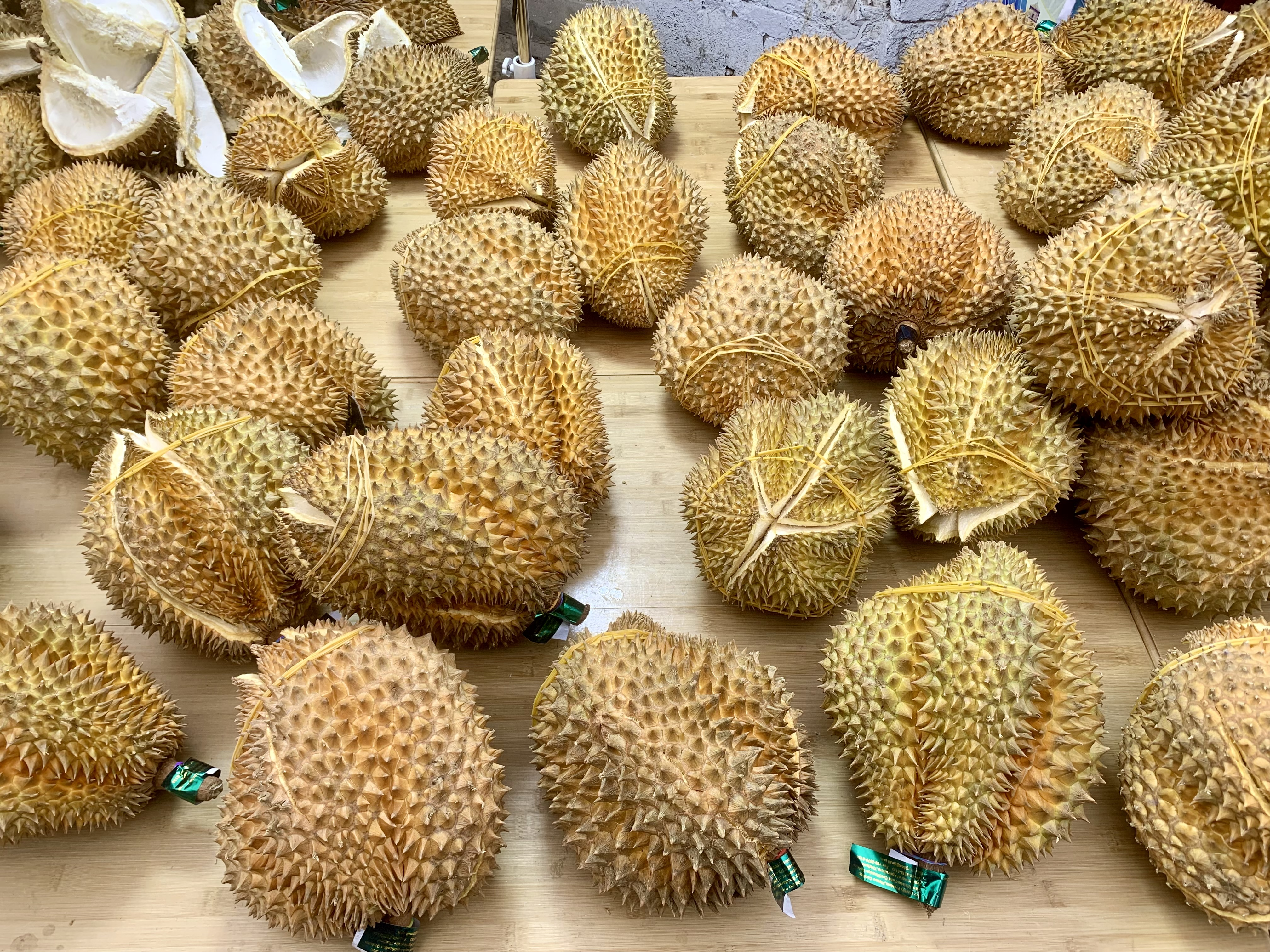
Duriánok Kínában

## Fordítás
- Ez a szócikk részben vagy egészben  a   Durio zibethinus című angol Wikipédia-szócikk ezen változatának fordításán alapul.  Az eredeti cikk szerkesztőit annak laptörténete sorolja fel. Ez a jelzés csupán a megfogalmazás eredetét és a szerzői jogokat jelzi, nem szolgál a cikkben szereplő információk forrásmegjelöléseként.